# Isidore de Lara
Isidore de Lara (Londres, 9 de agosto de 1858-París, 2 de septiembre de 1935) fue un compositor británico. 

## Biografía
Nació como Isidore Cohen. Estudió en el Conservatorio Giuseppe Verdi de Milán, donde fue alumno de Alberto Mazzucato, y en París con Édouard Lalo. En 1892 estrenó en el Covent Garden una ópera en italiano, La luce dell'Asia, pero más tarde se esforzó por impulsar la ópera en inglés, con obras como  Messaline (1899) y Naïl (1912), que no cosecharon el éxito esperado.

## Óperas
- The Royal Word (1883)
- Wrong Notes (1883)
- Minna, or The Fall from the Cliff (1886)
- La luce dell'Asia (1892)
- Amy Robsart (1893)
- Moïna (1897)
- Messaline (1899)
- Soléa (1907)
- Naïl (1910)
- Les trois mousquetaires (1920)